# Nipter Schleife
Nipter Schleife bezeichnet einen Teil des Hohlgangsystems im Zentralabschnitt der Festungsfront Oder-Warthe-Bogen in der  Nähe der Ortschaft Nipter (Nietoperek/Polen). Das Hohlgangsystem ist Teil einer fast 90 Kilometer langen deutschen Verteidigungslinie aus dem Zweiten Weltkrieg. Als Teil des Hohlgangsystems umfasst die Nipter Schleife neun einzelne Kammern, die unter anderem als Lagerraum für Munition dienen sollten. Am Ende der Nipter Schleife befindet sich das nicht fertiggestellte Panzerwerk A8. Zusammen mit den Panzerwerken 721, 722, 724, 726 und 727 bilden sie die Werkgruppe York.
Diese Werkgruppe ist Teil von 13 Werkgruppen in der Festungsfront Oder-Warthe-Bogen.